# Белые колготки
«Бе́лые колго́тки», или «Белый чулок» — сленговое именование женщин-снайперов преимущественно балтийского происхождения, воевавших на стороне антироссийских сил и добровольческих отрядов в зонах боевых действий на территории государств бывшего Союза ССР в 1990-х годах — в Приднестровье, грузино-абхазской и чеченской войне, во время событий в Дагестане 1999 года, Нагорном Карабахе и других локальных конфликтах.
Участницы локальных конфликтов стали героинями армейского фольклора, статей публицистов, литературных произведений, художественных кинофильмов, фигурировали в выступлениях политиков и имели реальных прототипов — отдельно взятых женщин, воевавших на стороне вооружённых бандформирований в зонах локальных конфликтов, однако сам факт существования отряда «Белые колготки», ставшего одним из идеологических клише, доподлинно не доказан.

## История возникновения
Слухи об отряде «Белые колготки» регулярно появляются в СМИ России, но документальных свидетельств, доказывающих участие организованных отрядов, состоящих из прибалтийских снайперов-женщин, в войнах на территории СНГ нет. Возможно, наименование отряда «Белые колготки» или «Белые чулки» является фантазийным. Его участницы фигурируют в качестве героев в художественной литературе и кинематографе, в сленговых выражениях и разговорной речи солдат, в жёлтой прессе. Реальное существование отдельно взятых женщин-снайперов, принимавших участие в военных конфликтах, подтверждалось официальными источниками, однако источники не приводят сведений о том, что эти снайперы входили в состав женских организованных отрядов с таким наименованием. Официальные источники в сообщениях о женщинах-снайперах часто осторожны в оценках.
Иногда «белыми колготками» или «белыми чулками» называют всех женщин, участвующих в боевых действиях против федеральных сил, реже употребляют прозвище «гусыни» и «сука-кукушка».
Одни из первых упоминаний приходится на период грузино-абхазского конфликта в начале 90-х годов XX века: со слов очевидцев, якобы некие спортсменки из Прибалтики, которых называют «белыми колготками» воевали в качестве наёмников на стороне грузин против абхазов.
История о «белых колготках» существует в российском военном фольклоре. Предполагается, что в прошлом эти женщины были спортсменками-биатлонистками, которые приехали воевать из соображений националистической неприязни к русским. СМИ, ссылаясь на анонимные источники сообщали, что якобы чеченские боевики им платят по 50 долларов за час работы, а численность «белых колготок» колеблется в районе батальона.
Легенды о «белых колготках» бытовали во время практически всех военных конфликтов на территории бывшего СССР начиная с начала 90-х годов XX века. Директор центра экстремальной журналистики Олег Панфилов слышал похожие истории о «белых колготках», не получивших реального подтверждения, ещё со времен армяно-азербайджанского конфликта в Нагорном Карабахе и гражданской войны в Таджикистане в конце XX века.
«Белые колготки» как активные участницы Приднестровского конфликта описываются в литературно-публицистическом очерке об офицере Павле Поповских, обвинявшемся в организации убийства журналиста Дмитрия Холодова.
В январе 1995 года газета «КоммерсантЪ» приводит ссылку на анонимный источник из Федеральной пограничной службы России, утверждавший, что в боевых действиях в Грозном участвуют женщины-снайперы из организации «Белый чулок».
Участники контртеррористической операции в Чеченской республике рассказывают о якобы пойманных и затем расстрелянных снайперах-женщинах из стран Прибалтики. Тем не менее нет ни одного уголовного дела, возбужденного российскими правоохранительными органами в отношении гражданок Латвии, Литвы и Эстонии, которые были бы задержаны в зонах боевых действий. МИД России никогда не выступал с заявлениями об обнаружении гражданок этих государств, как живых, так и погибших, воевавших на стороне сепаратистов на территории страны.
Нижегородский журналист Валерий Киселев описывал разговоры среди российских солдат об «эстонских женщинах-снайперах», «неграх» и «биатлонистках».
В августе 1999 года, во время боевых действий в дагестанских селах Карамахи и Чабанмахи, начальник временного пресс-центра МВД России Владимир Коротков заявил об обнаружении тела женщины «родом из Прибалтики на вид около 28-30 лет», которая «скрытно передвигалась через капустные поля» и которую застрелили милиционеры из ОМОНа. Впоследствии нигде не сообщалось ни имени этой женщины, ни её принадлежности к какому-либо зарубежному государству.
Геннадий Трошев в своих воспоминаниях не раз упоминает о женщинах-снайперах, в том числе и в Дагестане:

В разговорах с ансалтинцами они (боевики) хвастались, что получают по 10 тысяч долларов в месяц и будут сполна отрабатывать эти деньги. Основную массу боевиков составляли арабы, выходцы из Средней Азии, было несколько чернокожих и снайперша из Прибалтики. Когда один из старейшин попытался было образумить её, напомнив об истинном предназначении женщины — хранительницы очага, та выхватила пистолет и, приставив его к голове старика, приказала заткнуться. Слава Богу, не выстрелила.
— Моя война. Чеченский дневник окопного генерала
В книге «Журналистское расследование» Юлия Шум рассказывает, что не раз слышала легенду о «белых колготках» ещё со времен войны в Приднестровье, но за много лет не смогла найти следов женщин-снайперов. Автор приходит к выводу, что появление подобных слухов — это результат пропагандистской кампании.
В 2000 году «Новая газета» назвала это явление мифом, существовавшим ещё со времен Первой мировой войны.. Дмитрий Муратов говорил в 2001 году в эфире на радиостанции «Эхо Москвы», что много раз слышал информацию про «белые колготки», и что многие из них пленены, но относил такую информацию к «солдатским легендам», поскольку сам неоднократно ездил в командировки в «горячие точки» и их не видел.
По данным военного обозревателя Вячеслава Измайлова, миф о «белых колготках» тиражировал психически больной житель Подмосковья, никогда не бывавший в зонах военных конфликтов, но тем не менее выдававший себя за очевидца и раздававший интервью газетам о якобы виденных им сценах жестоких расправ российских военных над прибалтийскими женщинами-снайперами в Чечне. Измайлов, неоднократно ездивший в Чечню в качестве журналиста, не нашёл там никаких следов «белых колготок», кроме сплетен о них.
7 июня 2006 года издание Лента.ру сообщило со ссылкой на газету «Коммерсант», что, по показаниям потерпевшего Казбека Мисикова, среди террористов, захвативших школу в Беслане, была одна светловолосая женщина-снайпер. Александр Проханов, главный редактор газеты «Завтра», считал показания пострадавших в Беслане очень убедительными, но не смог ответить на вопрос ведущей радиостанции «Эхо Москвы» Ольги Бычковой о том, куда делась женщина «славянской» внешности, предположительно снайперша, которая была среди боевиков. Руководитель республиканской парламентской комиссии по Беслану Станислав Кесаев в интервью, опубликованном в «Российской газете» 12 сентября 2005 года, сказал следующее:

Сейчас же мы располагаем информацией о том, что среди террористов были … женщина-снайпер славянской внешности, которая, по оперативной информации, ушла из школы, переодевшись в белый халат.— Станислав Кесаев
В этом же интервью Кесаев сообщил, что такой вывод он сделал, так как останков этих людей среди трупов террористов обнаружено не было.
Сайт чеченских сепаратистов «Кавказ-центр» заявляет о мифическом происхождении «белых колготок», объясняя выдумку фантазиями сексуального характера её авторов.
Во время Великой Отечественной войны отношение к женщинам-снайперам было настороженным и даже враждебным, так как женщина с оружием воспринималась как противоестественное явление.

## Позиция представителей власти прибалтийских стран
В 2001 году Зенонас Намавичюс, чрезвычайный и полномочный посол Литовской республики в России, на вопрос ведущей с радиостанции «Эхо Москвы» Нателлы Болтянской о том, что в Чечне в военных действиях на стороне чеченцев принимают участие т. н. белые колготки, прибалтийские снайперы, ответил следующее:
Хотя говорили много, никто этого не доказал. Я не исключаю возможности, что там есть какой-то авантюристически настроенный литовец — или гражданин Литовской республики, или просто литовец по национальности. Но там есть такие же люди из России, я думаю, и из других стран. Но чтобы Литва организовала какие-то снайперские отряды и надевала им белые колготки, — это больше чем смешно.
Журналист газеты «Молодёжь Эстонии» в 1998 году заметил, что «белые колготки» — это искусственно созданный образ врага-прибалта, воюющего против русских, никогда не существовавшего в реальности.

## Прототипы

### «Лолита»
По данным обозревателя газеты «Московский комсомолец» Елизаветы Маетной, один из реальных прототипов «белых колготок» — молодая девушка из российской провинции, воевавшая в отряде Шамиля Басаева, впоследствии осужденная судом и в 2001 году отбывавшая наказание в исправительно-трудовом учреждении в Краснодарском крае.
Об этой же женщине рассказывает начальник пресс-службы Северо-Кавказского УВД на транспорте подполковник милиции Сергей Назаров в интервью газете «Труд». По его словам, 22-летняя Елена по прозвищу «Лолита», чья фамилия не разглашается, действительно с 1995 года воевала в отряде Шамиля Басаева. В 2001 году была задержана сотрудниками Ростовского УВД на транспорте; на видеозаписи видно, что она старше своих лет, на камеру она признается, что приехала на войну, чтобы заработать. Из того же источника приводятся сведения о том, что «Лолита» предположительно приехала из Полтавы, однако в этом случае гражданка Украины не могла быть помещена в колонию на территории Краснодарского края: из 46 российских исправительных колоний для женщин единственное специализированное исправительное учреждение системы ФСИН для осужденных гражданок иностранных государств находится в Свердловской области. Общественный резонанс от истории с «Лолитой» был таков, что официальный сайт правительства Москвы со ссылкой на информацию от газеты «Сегодня» опубликовал информацию о женщинах-снайперах «белых колготках».

### Женский отряд Басаева
Украинская газета «Столичные новости» в 2003 году утверждала, что в середине 90-х годов XX века Шамиль Басаев создал отряд из женщин, якобы, уроженок Прибалтики и Украины, которым командовала его сестра Мадина, воевавших на платной основе во время первой чеченской войны. Предположительно, журналисты спутали его с отрядом женщин-смертниц — уроженок Чечни и других республик Северного Кавказа «Риядус-Салихийн», созданным тем же Басаевым в 2002 году и участвовавших в организации террористического акта во время спектакля «Норд-Ост». Информация об участии женщин из отрядов Басаева и другого чеченского полевого командира — Мовсара Бараева в совершении нападений на российских военнослужащих и проведении террористических актов подтвердилась — среди участниц ряда терактов, совершенных на территории российских городов были чеченские вдовы и малолетние девушки, предположительно похищенные боевиками и подвергшиеся психологической обработке, но гражданок Прибалтийских государств и биатлонисток среди них выявлено не было.
21 мая 2003 года в Центральном печатном органе Министерства обороны Российской Федерации газете «Красная звезда» была опубликована статья журналиста Николая Асташкина, в которой было указано на различия боевой группы «черные вдовы» и особого формирования «Белые колготки»:

По данным следствия, действиями террористок руководила женщина лет пятидесяти, которая также погибла в результате взрыва. Один из её сыновей ранее был убит, второй осужден за разбой. Не исключено, что она входила в состав боевой группы так называемых «черных вдов» — 36 смертниц, подготовленных Басаевым. Вообще у террориста № 1, как называют Басаева в России, весьма «рыцарское» отношение к слабому полу. В период первой чеченской кампании он создал особое формирование «Белые колготки», состоявшее в основном из женщин-снайперов из Прибалтики. Ежесуточно им выплачивалось по 1 тыс. долларов США и 1,5 тыс. долларов за каждого убитого российского военнослужащего. Впоследствии этим подразделением командовала его родственница Мадина Басаева. Теперь вот «черные вдовы»…— Статья "И снова взрывы, снова жертвы..."

### «Ленинградская биатлонистка»
Полковник ФСБ в отставке Сергей Шаврин заявлял о реальном существовании женщины-снайпера, представительницы одной из славянских национальностей, жительницы Санкт-Петербурга, воевавшей на стороне боевиков против российских войск на Северном Кавказе:

О чеченских «черных вдовах» вы, конечно, слышали. Но в то время так называли не террористок-смертниц, а женщин-снайперов. Ещё их называли «белые колготки». Так мы тогда одну из «вдов» этих взяли. Оказалось, ленинградская девчонка, биатлонистка. За деньги брата нашего отстреливала.— Статья "Миссия невыполнима".

### «Женщина-снайпер из видеосюжета ОРТ»
14 февраля 2000 года «Общественное российское телевидение» показало сюжет из города Грозный, сопровождающийся следующим текстовым комментарием на сайте:
И ещё новость сегодняшнего дня. В Чечне задержана ещё одна женщина-снайпер. Она — русская, и за деньги убивала русских же солдат.
Сегодня военная контрразведка арестовала двух человек, подозреваемых в том, что они были снайперами у боевиков. Сотрудники спецслужб более чем уверены, что эта задержанная женщина воевала против российских частей.
Оперативник: «Уплотнение, согнутость пальца — это первый признак. Далее признак: волосяной покров на левой части лица довольно-таки явный, светлый — значит, на правой части лица имеются потертости.
Сейчас женщина-снайпер дает показания контрразведчикам. Она уже рассказала, что только в одном районе Грозного — у ипподрома — знает больше 20 боевиков, которые закопали оружие, сбрили бороды и теперь выдают себя за мирных жителей.»
В самом видеосюжете нет сообщения о национальности женщины-снайпера, в конце текста сноска: «Внимание! Данный текст может не соответствовать закадровому».

### Три снайпера Ястржембского
17 февраля 2000 года помощник президента РФ, отвечавший за информационное обеспечение контртеррористической операции в Чеченской Республике, Сергей Ястржембский заявил в «Росинформцентре» следующее::
У федеральных сил имеются неопровержимые доказательства того, что в Чечне на стороне боевиков воюют женщины-снайперы. Недавно телевидение показало одну из таких женщин. А сейчас там арестованы ещё три женщины-снайпера.
Однако Сергей Ястржембский не предоставил данных о том, являются ли женщины гражданками иностранных государств, состоят ли отряды из одних женщин.

### «Женщина-снайпер таджикской национальности»
31 марта 2001 года «РБК daily» в разделе «Происшествия» опубликовала следующую информацию:
Военнослужащие федеральных сил захватили сегодня в Грозном женщину-снайпера таджикской национальности. Как сообщили корреспонденту РБК в комендатуре Грозного, она была захвачена после того, как, «заняв огневую позицию» в одном из многоэтажных полуразрушенных зданий города, вышла при помощи рации в радиоэфир и посоветовала военнослужащим «беречь детородные органы». По пути на военную базу Ханкала снайпер была застрелена при попытке к бегству. 
Вопрос об участии граждан Таджикистана в боевых действиях на территории России не поднимался в ходе межгосударственных российско-таджикских переговоров, МИД России не делал официальных заявлений об участии граждан Таджикистана на стороне чеченских сепаратистов.

### Фатима из отряда Гелаева
В 2000 году журналисту «Интерфакса» в пресс-центре МВД России на Северном Кавказе сообщили, что среди сдавшихся в плен боевиков из отряда Гелаева была некая 23-летняя Фатима, которая призналась, что была снайпером и убила под Шатоем двух российских солдат. Отмечалось, что Фатима — уже восьмая женщина-снайпер, арестованная с начала операции на Северном Кавказе.

### Прибалтийские снайперы Владимира Жириновского
11.08.2008 Владимир Жириновский, заместитель председателя Государственной Думы, лидер партии ЛДПР отвечая на вопрос Александра Плющева, журналиста радиостанции «Эхо Москвы» о том, собирается ли он направиться в Грузию на войну, ответил следующее:

А зачем мне это нужно делать? Зачем? Я туда направляю два автобуса. Там есть наша региональная организация, там есть наши вооружённые силы, миротворцы. Анархию не надо устраивать, чтобы кто-то туда ехал. Туда поехали украинские националисты, не имея на это никакого права. Туда поехали прибалтийские снайперы. Может, нам тоже с прибалтами по-доброму разговаривать?! Сколько они убили русских солдат в Чечне! И мы будем тоже прибалтам говорить: «Ну, ребят, вы там убиваете наших русских. Подумаешь, русские солдаты, дерьмо! А мы с вами будем улыбаться». Я бы выставил посла Латвии, и Литвы, и Эстонии из Москвы в 24 часа только за то, что там снова появились снайперы из Прибалтики. То же самое с Украиной: нужно жесткие меры принять. Вы совершенно не жалеете русских солдат, Россию, осетин, граждан РФ. Вы все думаете, как там мирные жители. А когда ночью вырезали мирное население в Цхинвали, вы об этом подумали?!— Владимир Жириновский на радиостанции "Эхо Москвы" 
Владимир Жириновский не уточнил половую принадлежность предполагаемых прибалтийских снайперов.

### Отряд снайперов женского батальона Дудаева
28.01.2007 «Новая Газета» со ссылкой на Lenta.ru в разделе Новости сообщило следующую информацию:

Задержана женщина-боевик из отряда снайперов женского батальона Дудаева. Этот батальон принимал участие в военных действиях против федеральных войск в Первой чеченской войне. Сотрудники штаба Объединённой группировки войск на Северном Кавказе также обладают информацией, что задержанная жительница Чечни причастна к совершению ряда преступлений на территории Северного Кавказа. В том числе, женщина подозревается в участии в теракте на вокзале в Армавире в 1997 году, сообщает Lenta.ru.— Статья "Задержана женщина-боевик из отряда снайперов женского батальона Дудаева", "Новая Газета"
Между тем, ряд журналистов неоднократно говорили о непрофессионализме пресс-службы штаба ОГВ на Северном Кавказе, а президент Чеченской Республики Рамзан Кадыров обвинял её в дезинформации, однако новость, со ссылкой на «Интерфакс», повторили даже ряд традиционно оппозиционных власти новостных агентств,,
На фотографии, распространённой государственным агентством «РИА-Новости», датированой 10 декабря 2004 года изображены представительницы женского батальона на улице Грозного, в частности полная брюнетка в сером пуховом платке и с автоматом Калашникова в руках, танцующая вместе с другими пожилыми чеченками боевой ритуальный танец «зикр».

## Мифологизация явления и отношение в обществе
Радиостанция «Эхо Москвы» в 1999 году скептически замечала, что если верить нашей телепропаганде, только арабы и афганцы-наёмники, а также снайперши в белых колготках из Прибалтики — основная причина того, что в Чечне до сих пор ещё нет повального братания российских омоновцев с местным населением.
С точки зрения писателя и политика Эдуарда Лимонова, «этот миф часто служил оправданием для насилия в отношении женщин, оказавшихся в зоне конфликта».
Полковник Юрий Буданов, убивший 27 марта 2000 года 18-летнюю жительницу Чеченской Республики Эльзу Кунгаеву, на суде заявил, что считал её снайпером, уничтожавшей солдат.
Журналист и директор «Центра экстремальной журналистики» Олег Панфилов в интервью «Радио Свобода» 29 апреля 2009 года заметил:
 Я был во время войны в августе в Грузии почти месяц и все это наблюдал. Так что сказки, мифы о белых колготках, о неграх с автоматами — это мифы, с которыми я встречаюсь с начала 1990-х годов. Они были и в Абхазии, и в Таджикистане, и в Ферганской долине, и везде почему-то одни и те же снайперши из Прибалтики в белых колготках, и негры, простите за это слово. Один из деятелей в Таджикистане гражданской войны, рецидивист с 23-летним стажем Сангак Сафаров, когда его журналисты спросили: «А правда, что там на стороне таджикской оппозиции воюют негры?», — он говорит: «Да». «А из какой страны?». «Как из какой? Из Африки». Вот эти мифы, они, к сожалению, очень любимы народом, они поддерживаются, они распространяются в большом количестве, большим тиражом. И это удобно, потому что для людей это легко понимать.

## В массовой культуре
В литературе
- Слухи о прибалтийских женщинах, воевавших во время Грузино-абхазской войны, которых он называет «белыми колготками», приводит Максим Шатуров в мемуарах «Абхазия. 1992 год»[60][61].
- У Виктора Пелевина, в рассказе «Папахи на башнях» (1995), фигурирует украинская снайперша, которая участвует в захвате Кремля, в составе отряда Шамиля Басаева.
- В романе Фридриха Незнанского «На исходе последнего часа» (1996) врач Рейн Мяяхе, расследуя обстоятельства гибели своих родных на затонувшем пароме «Рената», выходит на женский военный клуб «Белые колготки» близ Маарду, также показано участие одной из членов клуба Диты Силларт в первой чеченской кампании.
- В фантастическом романе Кира Булычёва «Вид на битву с высоты» (1998) неоднократно упоминаются «белые колготки»:

Впрочем, и это может быть легендой типа «белых колготок», которые возникали в различных конфликтах. «Белые колготки», красивые девки — мастера спорта по стрельбе, почему-то из Литвы. Я о них наслышался в своё время, правда, ни одной из них не поймали, хотя с наслаждением врали о том, как перед расстрелом каждую пропускали сквозь взвод.

Героиня романа Александра, бывшая медсестрой во время конфликта в Приднестровье, однажды надела белые колготки, была из-за этого принята за снайпершу и изнасилована несколькими казаками.
- В романе Андрея Негриводы «Огненный торнадо» (2003), основанном на реальных событиях, рассказывается о литовской снайперше Линде, которая истязала главного героя, пытаясь довести его до безумия.
- В романе Александра Тамоникова «Комбат» (2014) действует эстонская снайперша Мури Лепке, которая воюет в Чечне на стороне сепаратистов.

В кино
- Женщины-снайперы из Литвы, воюющие на стороне чеченских сепаратистов, впервые были представлены в художественном фильме «Чистилище» (1997) режиссёра, политика и журналиста Александра Невзорова.
- В фильме Дениса Евстигнеева «Мама» (1999) герой Алексея Кравченко, во время службы в Таджикистане, находит в одном из домов раненую женщину, чья внешность (в частности, белокурые волосы) явно подразумевает её прибалтийское происхождение. На глушителе винтовки женщины-снайпера есть ряд насечек, несомненно, символизирующих количество убитых солдат противника.
- В первом сезоне многосерийного фильма «Мужская работа» (2001) действуют биатлонистки из Латвии, прибывшие в Чечню для совершения убийств и терактов.
- В фильме Юрия Кары «Я — кукла» (2001) среди главных действующих лиц — снайпер Герда в исполнении Ольги Сумской.
- В многосерийном фильме «Дронго» (2002) неоднократно упоминается, что Марта Саулитц (героиня Олеси Судзиловской) воевала в Чечне на стороне сепаратистов.
- В первой серии фильма «Светские хроники» (2002) фотограф-стрингер Антон Корягин (герой Владислава Галкина) привозит из командировки в Чечню уникальные фотоснимки девушек-снайперов, которых он называет «белыми колготками». При этом в отчёте перед издателем он подчёркивает, что «в плен их обычно не берут».
- Одной из главных героинь фильма Фёдора Попова «Кавказская рулетка» (2002) является русская девушка Анна, которая подрабатывала снайпером у чеченских боевиков и состояла с одним из них в любовных отношениях.
- В фильме Андрея Кончаловского «Дом дураков» (2002) действует девушка-снайпер из Литвы.

В песнях
- В песне популярной российской эстрадной певицы Зары «Это просто война» безымянного российского солдата убивает выстрелом в сердце некая «снайпер-девка». И хотя про принадлежность этой женщины-снайпера к «белым колготкам» конкретно не говорится, явный намёк на это присутствует.

## В игрушках и сувенирах
17 апреля 2006 служба мониторинга «Русской службы Би-би-си» опубликовала обзор российских газет, в котором, со ссылкой на газету «Известия», сообщила информацию о появлении на российском рынке чеченских террористов во главе с Шамилем Басаевым и женщин-снайперов в виде альтернативных игрушечных солдатиков:

Автор рассказывает, что в «пластиковой армии» Шамиля Басаева 48 фигур в 24-х позах. "Позы № 11-12: террорист расстреливает стоящего на коленях русского военнопленного, — делится газета. — В позе № 10 террорист в одной руке держит саблю, в другой — отрезанную голову. Как сказано в описании, «борец демонстрирует отрезанную голову». «Сам „военачальник Шамиль Басаев“, раненый и без ноги, лежит на носилках. Это поза № 9. А ещё есть террорист с видеокамерой, чеченская женщина-снайпер и латвийская наёмница-снайпер. Остальные просто стреляют из разных видов оружия», — продолжают «Известия».
— Обзор российских газет  от "Русской службы Би-би-си" за 17 апреля 2006
Отмечается, что хотя такие игрушки и предлагаются в интернет-магазинах, на прилавках московских магазинов их не найти, их убрали с продажи по этическим соображениям. Вероятно, в статье шла речь о наборе пластиковых миниатюр в масштабе 1/72 «Chechen rebels», производимом фирмой «Orion».